# Киргизький сом
Сом — національна валюта Киргизстану. 1 сом дорівнює ста тийинам.
Постанова про введення національної валюти «сом» з розмінною монетою «тийин» (тийин на давньокиргизській означає "сіра вивірка") прийнята парламентом Киргизстану 10 травня 1993 року. Перший випуск банкнот в 1, 5 та 20 сомів, а також розмінних знаків в 1, 20 та 50 тийин здійснено силами банку Киргизстану влітку 1993 року. Друга емісія банкнот була здійснена в 1994 році, друк проводився британською компанією TDLR.
Розмінна монета, з огляду на інфляцію, вийшла з вжитку приблизно в 1998 році.
На початок 2005 року в обігу знаходились банкноти 1, 5, 10, 20, 50, 100, 200, 500 та 1000 сомів випусків 1997, 2000, 2002, 2004 років (банкноти зразку попередніх років вилучені з обігу).

## Банкноти
| Перші банкноти Киргизстану | Перші банкноти Киргизстану |
| -------------------------- | -------------------------- |
|                            |                            |
| 1 тийин                    |                            |
|                            |                            |
| 10 тийин                   |                            |
|                            |                            |
| 50 тийин                   |                            |
|                            |                            |
| 1 сом                      |                            |
|                            |                            |
| 5 сом                      |                            |
|                            |                            |
| 20 сом                     |                            |

| Другі банкноти Киргизстану | Другі банкноти Киргизстану |
| -------------------------- | -------------------------- |
|                            |                            |
| 1 сом                      |                            |
|                            |                            |
| 5 сом                      |                            |
|                            |                            |
| 10 сом                     |                            |
|                            |                            |
| 20 сом                     |                            |
|                            |                            |
| 50 сом                     |                            |
|                            |                            |
| 100 сом                    |                            |

| Старі банкноти Киргизстану | Старі банкноти Киргизстану |
| -------------------------- | -------------------------- |
|                            |                            |
| 1 сом                      |                            |
|                            |                            |
| 5 сом                      |                            |
|                            |                            |
| 10 сом                     |                            |
|                            |                            |
| 20 сом                     |                            |
|                            |                            |
| 50 сом                     |                            |
|                            |                            |
| 100 сом                    |                            |
|                            |                            |
| 200 сом                    |                            |
|                            |                            |
| 500 сом                    |                            |
|                            |                            |
| 1000 сом                   |                            |

| Нові банкноти Киргизстану | Нові банкноти Киргизстану |
| ------------------------- | ------------------------- |
|                           |                           |
| 20 сом                    |                           |
|                           |                           |
| 50 сом                    |                           |
|                           |                           |
| 100 сом                   |                           |
|                           |                           |
| 200 сом                   |                           |
|                           |                           |
| 500 сом                   |                           |
|                           |                           |
| 1000 сом                  |                           |
|                           |                           |
| 5000 сом                  |                           |

| Нові банкноти Киргизстану (2023 р.) | Нові банкноти Киргизстану (2023 р.) | Номінал  | Розмір      | Опис                                | Опис                                                               |
| Нові банкноти Киргизстану (2023 р.) | Нові банкноти Киргизстану (2023 р.) | Номінал  | Розмір      | Аверс                               | Реверс                                                             |
| ----------------------------------- | ----------------------------------- | -------- | ----------- | ----------------------------------- | ------------------------------------------------------------------ |
|                                     |                                     | 20 сом   | 120 × 58 мм | письменник та акин Тоголок Молдо    | Таш-Рабат                                                          |
|                                     |                                     | 50 сом   | 126 × 61 мм | Курманжан-датка                     | Узгенський архітектурний комплекс (мечеть та мавзолей Караханідів) |
|                                     |                                     | 100 сом  | 132 × 63 мм | акин Токтогул Сатилганов            | Гребель Ташкумирської ГЕС                                          |
|                                     |                                     | 200 сом  | 138 × 66 мм | письменникАликул Осмонов            | озеро Іссик-Куль на тлі гірських вершин, та вірші Осмонова         |
|                                     |                                     | 500 сом  | 144 × 68 мм | манасчи Саякбай Каралаєв            | Мавзолей Манасу                                                    |
|                                     |                                     | 1000 сом | 150 × 71 мм | вчений Юсуф Баласагуні              | мечеть Тахти Сулайман на фоні гори Сулайман-Тоо                    |
|                                     |                                     | 5000 сом | 156 x 73 мм | актор та художникСюйменкул Чокморов | кінотеатр "Ала-Тоо" (Бішкек), Киргизький хребет                    |